# Salud materna
La salud materna es la salud de las mujeres durante el embarazo, el parto y el periodo posparto. Abarca las dimensiones de planificación familiar, preconcepción, cuidado prenatal y cuidado posparto para reducir la morbilidad y mortalidad materna.
El Fondo de Población de las Naciones Unidas (UNFPA) estimó que 289,000 mujeres murieron por causas relacionadas con el embarazo o el parto en 2013. Estas causas abarcan desde la hemorragia severa a obstrucciones en el parto, todas las cuales constan de intervenciones altamente eficaces. Como las mujeres han obtenido acceso a la planificación familiar y a atención especializada obstétrica, la proporción de mortalidad materna global ha caído de 380 muertes maternas por 100,000 nacimientos vivos en 1990, a 210 muertes por 100,000 nacimientos vivos en 2013. Esto ha hecho que muchos países hayan reducido a la mitad sus índices de muertes maternas.
Aunque ha habido una disminución en los índices de mortalidad globales, queda mucho más por hacer. Todavía existen altos índices, particularmente en comunidades empobrecidas, con más del 85% viviendo en África y el sudeste de Asia. El efecto de la muerte de una madre resulta en familias vulnerables, y sus niños, si sobreviven al parto, tienen mayores probabilidades de morir antes de llegar a su segundo cumpleaños.
Cuatro elementos son esenciales para la prevención de la muerte materna. Primero, el cuidado prenatal. Está recomendado que las madres expectantes reciban al menos cuatro visitas antenatales para comprobar y controlar la salud de la madre y el feto. Segundo, la asistencia especializada con apoyo de emergencia como doctores, enfermeros y matronas que tienen las habilidades para dirigir partos normales y reconocer el inicio de complicaciones. Tercero, cuidado obstétrico de emergencia para atender las causas principales de muerte materna, que son la hemorragia, sepsis, aborto inseguro, desórdenes de hipertensión, y parto obstruido. Finalmente, el cuidado posnatal, las seis semanas tras el parto. Durante este tiempo puede haber hemorragias, sepsis y desórdenes de hipertensión, y los bebés recién nacidos son extremadamente vulnerables en el periodo inmediatamente posterior de nacimiento. Por tanto, se recomiendan encarecidamente las visitas de seguimiento por parte de trabajadores de la salud para evaluar la salud de la madre y el bebé en el periodo posparto.

## Determinantes
Según un informe de la UNFPA, “la posibilidad de una mujer de morir o desarrollar una discapacidad durante el embarazo y el parto está estrechamente conectada a su estado social y económico, las normas y valores de su cultura, y la lejanía geográfica de su casa. En general, cuanto más pobre y más marginada una mujer, más grande su riesgo de muerte. De hecho, los índices de mortalidad materna reflejan las disparidades entre países ricos y pobres más que cualquier otra medida de salud. El riesgo de una mujer de morir a raíz del embarazo o el parto es de 1 en 39 en el África subsahariana, comparado con 1 en 4,700 en países industrializados.”

### Pobreza/acceso a asistencia sanitaria
El riesgo de muerte materna (durante el embarazo o el parto) en el África subsahariana es 175 veces más alto que en países desarrollados, y el riesgo de enfermedades relacionadas con el embarazo y deconsecuencias negativas después del nacimiento es incluso mayor. La pobreza, salud materna, y las consecuencias para el niño están todos interconectados. Las muertes neonatales en países en desarrollo representan el 98% de las muertes neonatales anuales en todo el mundo. Dicho esto, la pobreza es perjudicial para la salud tanto de la madre como del bebé.
Las mujeres que viven en áreas atenazadas por la pobreza tienen mayores probabilidades de ser más obesas y de entablar conductas no saludables como fumar cigarrillos y el uso de fármacos, y es menos probable que entablen o incluso que tengan acceso a cuidados prenatales legítimos, y tienen un riesgo significativamente más alto de consecuencias adversas tanto para la madre como para el niño. Un estudio realizado en Kenia observó que problemas de salud maternos comunes en áreas atenazadas por la pobreza incluían hemorragias, anemia, hipertensión, malaria, retención de placenta, parto prematuro, parto complicado/prolongado, y pre-eclampsia.
En general, un adecuado cuidado prenatal abarca el cuidado médico y educativo, social, y servicios nutritivos durante el embarazo. A pesar de que hay una variedad de razones por las cuales las mujeres escogen no entablar un cuidado prenatal apropiado, en un estudio nacional de Estados Unidos se encontró que el 71% de mujeres con ingresos bajos tuvo dificultades para conseguir acceso a cuidado prenatal cuando lo buscaron. Además, las inmigrantes y las mujeres hispánicas tienen un riesgo más alto que las mujeres blancas o negras de recibir poca o ninguna asistencia prenatal, donde el nivel de educación es también un indicador (pues la educación y la raza se correlacionan). Las adolescentes tienen menos probabilidades de recibir cuidados prenatales en absoluto. A lo largo de varios estudios, mujeres y adolescentes señalaron finanzas inadecuadas y falta de medios de transporte como las barreras más comunes para recibir un cuidado prenatal apropiado.
Los ingresos tienen una fuerte correlación con la calidad del cuidado prenatal.  A veces, la cercanía a las instalaciones de salud y el acceso a transporte tienen efectos significativos sobre el acceso de las mujeres a cuidado prenatal.  Un análisis realizado en centros de salud materna en Malí encontró que las mujeres que vivían en áreas rurales, lejos de los centros de salud, tenían menos probabilidades de recibir asistencia prenatal que quienes vivían en cascos urbanos.  Además, los investigadores encontraron una relación incluso más fuerte entre la falta de transporte y la asistencia prenatal y en el parto.  Además de la proximidad como predictor del acceso a la asistencia prenatal, Materia y sus colegas encontraron resultados similares para la proximidad y la asistencia antenatal en la Etiopía rural.

### VIH/SIDA
Los índices de VIH materno varían en el mundo, desde el 1% al 40%, con los países africanos y asiáticos teniendo los índices más altos. El VIH/SIDA puede ser transmitido a la descendencia durante el periodo prenatal, el parto, o la lactancia materna. Si una madre está infectada con el virus del SIDA,  hay una probabilidad del 25% de que pase el virus a su descendencia si no recibe tratamiento apropiado durante el embarazo; por otro lado, si una madre es tratada durante su embarazo,  hay una 98% de posibilidades de que su bebé no se infectará.
Según UNICEF, la última década ha visto un gran incremento en la muerte de niños debido al SIDA contraído de sus padres, especialmente en países donde la pobreza es alta y los niveles de educación son bajos. A pesar de que existen diversas medidas preventivas, el coste y la infraestructura son dos problemas centrales que se encuentran las organizaciones internacionales y las agencias sanitarias cuando intentan implementar soluciones al problema de la transmisión del VIH madre-a-niño en países en desarrollo.  Tener SIDA mientras se está embarazada también puede causar un aumento del riesgo para la salud de la madre.  Una preocupación importante para las mujeres seropositivas embarazadas es el riesgo de contraer tuberculosis (TB) y/o malaria, en países en desarrollo.

### Peso materno
La ganancia de peso durante la gestación debería ser de entre 5 y 9 kg para mejorar los resultados para tanto la madre como para el bebé.  Se dan índices elevados de hipertensión, diabetes, complicaciones respiratorias, e infecciones en casos de obesidad materna, y pueden tener efectos perjudiciales de cara a los resultados del embarazo.  La obesidad es un factor de riesgo extremadamente fuerte para la diabetes gestacional. Las investigaciones han encontrado que las madres obesas que pierden peso (al menos 4,5 kg) entre embarazos reducen el riesgo de diabetes gestacional durante su siguiente embarazo, mientras que las madres que ganan peso incrementan su riesgo.

### Salud oral
Se ha demostrado que la salud oral materna tiene un efecto en el bienestar de la madre expectante y el feto.
El informe del Cirujano General de Estados Unidos de 2000 acentuó la interdependencia de la salud oral en la salud global y el bienestar de una persona. La salud oral es especialmente esencial durante el periodo perinatal y para el desarrollo futuro del niño. El cuidado correcto relativo a la salud oral tiene beneficios para tanto la madre y el niño. Más aún, la falta de comprensión o de mantenimiento de una buena salud oral por parte de mujeres embarazadas puede tener efectos adversos para ellas y sus niños. Por ello,  es imperativo educar a las madres con respecto a la importancia de la salud oral. Además, la colaboración y apoyo entre especialistas de diversos campos, particularmente médicos de familia y obstetras, es esencial para atender las preocupaciones sobre salud oral materna. En 2007, el Proyecto de Salud Oral Materna se desarrolló para proporcionar atención oral rutinaria a mujeres embarazadas con bajos ingresos en Nassau County, NY. Desde su creación, el programa ha tratado a más de 2,000 mujeres embarazadas, muchas de las cuales tenían problemas dentales y/o de encías significativos.
La salud oral tiene numerosas implicaciones en la salud general global y la calidad de vida de una persona. El informe del Cirujano General de Estados Unidos lista varias enfermedades y condiciones sistémicas que tienen manifestaciones orales. La cavidad oral sirve de puerta de entrada y de emplazamiento de enfermedades con infecciones microbióticas, que pueden afectar el estado de salud general. Además, algunos estudios han demostrado una relación entre enfermedades periodontales y diabetes, enfermedades cardiovasculares, infarto, y resultados adversos de embarazo. Más aún, el informe establece una relación entre salud oral y calidad de vida, incluyendo indicadores funcionales, psicosociales, y económicos. Una salud oral pobre puede afectar a la dieta, nutrición, sueño, estado psicológico, interacción social, colegio, y al trabajo.

#### Beneficios y efectos
Según la UNFPA, las muertes maternas se reducirían aproximadamente en dos tercios, de 287,000 a 105,000, si se atajaran las necesidades de la planificación familiar moderna y el cuidado materno y del bebé recién nacido. Por tanto, invirtir en la planificación familiar y el cuidado de la salud materna proporciona muchos beneficios, incluyendo una reducción del riesgo de complicaciones y una mejora en la salud de las madres y sus niños. La educación también es crítica, y los estudios muestran “que las mujeres sin educación tienen tres veces más probabilidades de morir durante el embarazo y parto que las mujeres que acaban la escuela secundaria.”  La evidencia muestra que las mujeres mejor educadas tienden a tener niños más sanos. La educación también mejoraría las oportunidades de trabajo para las mujeres, lo que resulta en una mejora de su estatus, contribuyendo a los ahorros familiares, reduciendo la pobreza y contribuyendo al crecimiento económico. Todas esto proporciona beneficios y efectos significativos no sólo para mujeres y chicas, pero también para sus niños, familias, comunidades y para su país.
El control y cuidado de las enfermedades y la salud oral protege la salud de la mujer y su calidad de vida antes y durante el embarazo. También tiene el potencial de disminuir la transmisión de bacterias patógenas que ocurre de madre a niño. Junto al embarazo se producen cambios fisiológicos en la mujer. Los cambios, incluyendo una fluctuación de hormonas, incrementan la susceptibilidad de la mujer a infecciones orales tales como la periodontitis. Esta enfermedad inhibe la capacidad del cuerpo de reparar y mantener los tejidos blandos. También causa daños indirectos a través de la inducción bacteriana de las respuestas inmune e inflamatoria del anfitrión. Durante el embarazo es bastante común que haya una inflamación suave de las encías, conocida como la “gingivitis del embarazo”, y si no se trata puede llevar a una periodontitis. Hay un número elevado de estudios que establecen relaciones entre la periodontitis y consecuencias negativas para la salud, incluyendo pérdida de dientes, enfermedades cardiovasculares, infarto, pobre control de diabetes, y resultados adversos en nacimientos. Por ejemplo, un tal estudio encontró que la periodontitis moderada o severa al inicio del embarazo se asociaba con el nacimiento de bebés pequeños para su edad gestacional. Otros estudios también han encontrado una relación entre la periodontitis y el desarrollo de pre-eclampsia y nacimientos antes de llegar a término.
Otra notable enfermedad oral pertinente para la salud materna es la caries. La caries es el proceso de destrucción del tejido del diente. Se transmite de madre a niño verticalmente; la colonización de las bacterias cariogénicas ocurre principalmente de madre a niño a través de las actividades que comparten saliva. De hecho, la flora oral materna puede predecir la flora oral de su descendencia. Además, otros factores maternos, como los factores sociales, comportamentales y biológicos, pueden predisponer la experiencia del niño con la decadencia dental. Algunos de estos factores incluyen la falta de conocimiento de la madre respecto a la salud oral, la cual puede influir en el desarrollo de caries entre sus hijos. Comparado con niños cuyas madres tienen una buena salud oral, los niños cuyas madres tienen una mala salud oral tienen cinco veces más probabilidades de tener una salud oral pobre. Un pobre mantenimiento de la salud oral tiene implicaciones profundas en el desarrollo de los niños. El informe del Cirujano General de Estados Unidos señaló que la salud oral afecta a la calidad de vida, especialmente de los niños, con respecto al bienestar funcional, psicológico, económico, y global de un individuo. Para demostrar los efectos adversos de una pobre salud oral, se proporciona el ejemplo de las consecuencias que una simple caries puede tener en un niño. Primero,  es dolorosa. Esto podría hacer que un niño no pueda ir al colegio o que tenga una pobre concentración, lo que comprometerá su rendimiento escolar. Además, debido al dolor,  puede resultar en una pobre ganancia de peso o de crecimiento. Los niños también pueden exhibir una autoestima reducida debido a asuntos estéticos. Además,  puede afectar al lenguaje e impedir el habla. Un desarrollo impedido del lenguaje puede resultar también en una baja autoestima. Finalmente, la caries, aunque fácilmente prevenible, pueden suponer una carga financiera para la familia. También puede resultar en visitas imprevistas a los servicios de emergencias. Una salud oral pobre se permeabiliza a otros aspectos de la vida, presentando amenazas al bienestar general si no se ataja en tiempo y forma. 

#### Colaboración y educación
La importancia de la salud oral es aparente; aun así, muchas mujeres no reciben servicios dentales antes, durante, y después del embarazo, incluso cuando hay signos obvios de enfermedad oral. Hay varios factores en juego con respecto a las mujeres embarazadas que no buscan un servicio dental, incluyendo el rol del sistema sanitario de la salud y la disposición de la propia mujer. Existe el mito de que no es seguro obtener servicios dentales mientras se está embarazada. Hay proveedores de salud prenatal y oral que tienen un limitado conocimiento sobre el impacto y seguridad a la hora de proporcionar servicios dentales; de ahí que podrían retrasar o no aplicar un tratamiento durante el embarazo. Además, algunos profesionales prenatales no son conscientes de la importancia de la salud oral en la salud general global, por lo que no derivan a sus pacientes a profesionales dentales. En primer lugar, el mito con respecto al impacto de los servicios odontológicos mientras una mujer está embarazadas debe ser erradicado. Hay consenso en que la prevención, diagnóstico y el tratamiento de enfermedades bucales es altamente beneficioso y puede realizarse en mujeres embarazadas sin ningún riesgo añadido al feto o la madre comparado con el riesgo de no proporcionar ningún cuidado bucal.  Igualmente importante es establecer una colaboración entre profesionales sanitarios, especialmente especialistas en salud materna, con otros profesionales de la salud dental. Tendría que haber coordinación entre los profesionales sanitarios generales y los de la salud oral, especialmente debido a la interdependencia de los dos campos.  Así,  es imperativo educar y entrenar a los profesionales sanitarios en lo correspondiente a la importancia de la salud bucal, diseñando métodos para incorporar en sus prácticas respectivas. Los profesionales deben proporcionar educación sobre la importancia de una adecuada higiene bucal a las mujeres embarazadas, porque estas mujeres en último término van a controlar sus propios destinos y el de su descendencia. Por ejemplo, los profesionales pueden enseñar a las madres cómo reducir las caries secando las encías de sus bebés con una tela blanda después de amamantarlos o darles el biberón. El proporcionar conocimientos y aplicaciones prácticas de una adecuada higiene bucal puede mejorar la salud general de la madre y el bebé. Existen otros factores en juego cuando se analiza el bajo uso de los servicios de odontología por parte de las mujeres embarazadas, particularmente prevalente entre minorías étnicas y raciales. Un factor importante es la carencia de seguro de salud y/o el acceso a servicios odontológicos. Por esta razón, es necesario obtener más datos y analizarlos de modo que se establezcan programas que lleguen efectivamente a todos los segmentos de una población.

## Efectos en la salud y desarrollo del bebé

### Salud prenatal
El cuidado prenatal es una parte importante del cuidado básico de la salud materna. Es recomendable que las madres expectantes reciban al menos cuatro visitas antenatales, en las que un profesional sanitario pueda comprobar si hay signos de enfermedades – como bajo peso, anemia o una infección – y controlar la salud del feto. Durante estas visitas, las mujeres son aconsejadas sobre nutrición e higiene para mejorar su salud con anterioridad al parto, y después también. También pueden desarrollar un plan para el nacimiento, incluyendo la preparación de cómo llegar a la asistencia sanitaria y qué hacer en caso de emergencia.

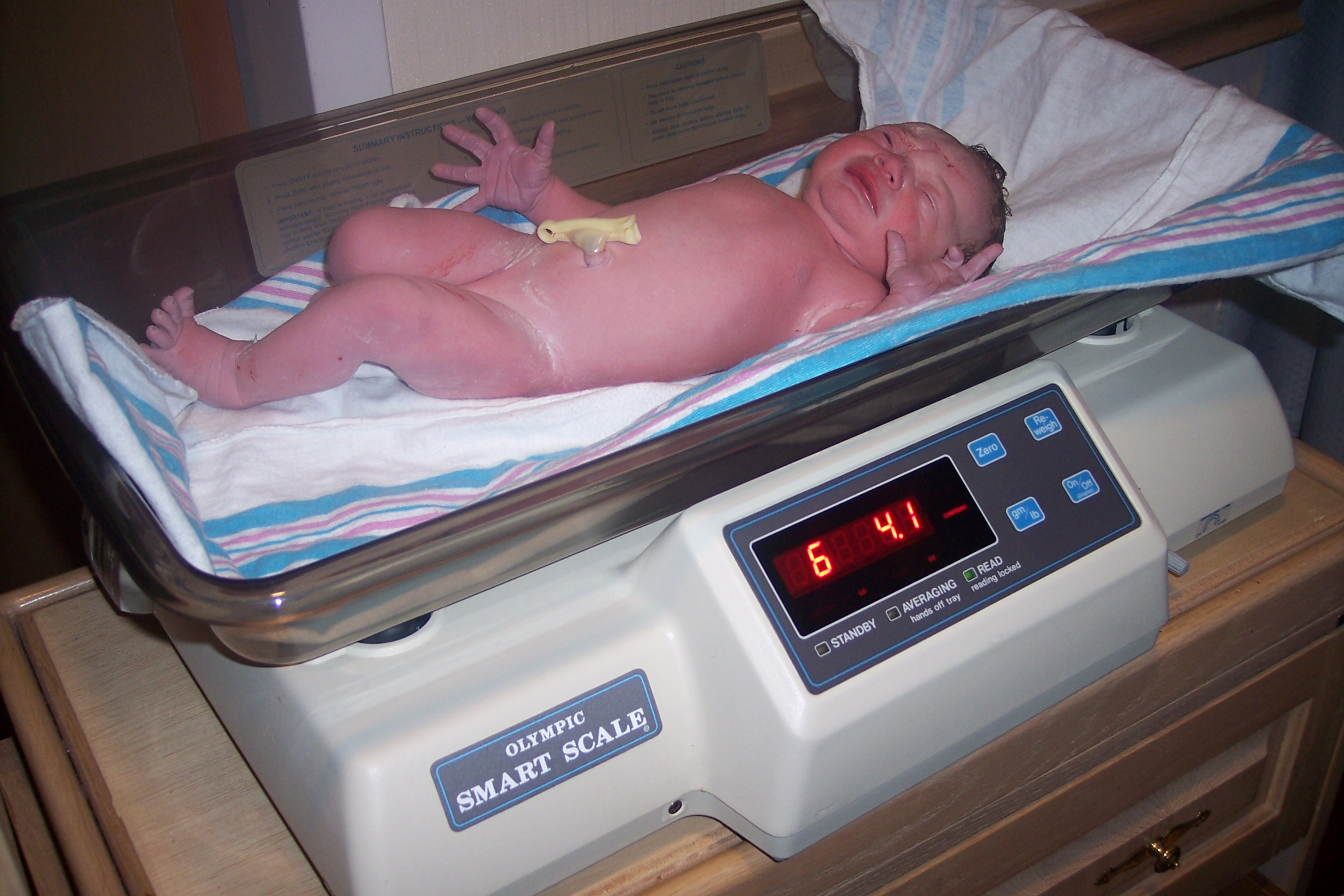
Bebé siendo pesado al nacer. Un neonato que se halle dentro del rango normal de peso para su edad gestacional se considera apropiado para su edad gestacional, mientras que el que nace por encima o por debajo del límite definido para la edad gestacional ha sido expuesto a un desarrollo fetal que lo predispone a complicaciones tanto para su salud como para la de su madre.

La pobreza, la desnutrición, y el abuso de sustancias pueden contribuir a problemas en el desarrollo cognitivo, motor y conductual durante la niñez. En otras palabras, si una madre no está en óptima salud durante el periodo prenatal (el tiempo durante el cual está embarazada) y/o el feto está expuesto a teratógeno(s), el niño tiene más probabilidades de problemas en el desarrollo o en la salud, o incluso de muerte. El entorno que la madre proporciona para el feto/embrión es crítico para su bienestar bastante después de la gestación y nacimiento.
Un teratógeno es "cualquier agente que potencialmente puede causar un defecto de nacimiento o alterar negativamente los resultados cognitivos y conductuales." Los factores de extensión del efecto de un teratógeno en un embrión o feto son la dosis, la susceptibilidad genética, y el tiempo de exposición.
Los medicamentos con receta que se toman durante el embarazo, tales como la estreptomicina, la tetraciclina, algunos antidepresivos como la progestina, el estrógeno sintético y el Accutane,  así como ciertos medicamentos sin receta, como las píldoras para la dieta, pueden resultar en consecuencias teratógenas para el feto/embrión en desarrollo.  Además, se sabe que las dosis altas de aspirina causan hemorragias maternas y fetales, aunque las dosis bajas normalmente no son dañinas.
Los recién nacidos cuyas madres utilizan heroína durante el periodo de gestación exhiben a menudo síntomas de abstinencia al nacer y tienen más probabilidades de tener problemas de atención y de salud cuando crecen. El uso de estimulantes como la metanfetamina y la cocaína durante el embarazo se relaciona con varios problemas para el niño, como bajo peso al nacer, pequeña circunferencia de cabeza, y retrasos del desarrollo cognitivo y motor, así como problemas conductuales durante la niñez. La Academia estadounidense de Psiquiatría infantil y adolescente encontró que los niños y niñas de seis años cuyas madres habían fumado durante el embarazo puntuaban más bajo en pruebas de inteligencia que los niños cuyas madres no fumaron.
Fumar cigarrillos durante el embarazo puede tener múltiples efectos perjudiciales en la salud y desarrollo de la descendencia. Entre las consecuencias más comunes se incluyen los nacimientos antes de llegar a término, peso bajo al nacer, muertes fetales y neonatales, problemas respiratorios, y el síndrome de muerte súbita, así como un riesgo elevado de impedimento cognitivo, trastorno de déficit de atención con hiperactividad, y otros problemas conductuales. En un estudio publicado en la Revista Internacional de Cáncer (International Journal of Cancer), los niños cuyas madres fumaron durante el embarazo experimentaron un aumento del 22% del riesgo de desarrollar un linfoma no hodgikiniano.
A pesar de que un consumo de alcohol cuidadosamente moderado (una o dos copas algunos días en una semana) durante el embarazo no se conoce que esté relacionado con el desorden de espectro de alcohol fetal, el Cirujano General de los EE. UU. aconseja no consumir alcohol en absoluto durante el embarazo. El uso excesivo de alcohol durante el embarazo puede causar el desorden de espectro de alcohol fetal, el cual generalmente consta de anormalidades físicas y cognitivas en el niño, tales como deformidades faciales; extremidades, cara y corazón defectuosos; problemas de aprendizaje; inteligencia por debajo de la media; y discapacidad intelectual.
Aunque se puede transmitir el SIDA a la descendencia en distintos momentos, el momento más común para que la madre transmita el virus es durante el embarazo. 
Durante el periodo perinatal, el feto/embrión puede contraer el virus a través de la placenta.
La diabetes gestacional está relacionada directamente con la obesidad de la descendencia durante la adolescencia. Además, los niños cuyas madres tuvieron diabetes tienen más probabilidades de desarrollar una diabetes Tipo II. Las madres que tienen diabetes gestacional tienen una alta probabilidad de dar a luz a niños muy grandes (4.5 kg o más).
Como la nutrición del feto/embrión está basada en la ingesta materna de proteínas, vitaminas, minerales, y calorías totales, los bebés nacidos de madres malnutridas tienen mayores probabilidades de exhibir malformaciones. Además, el estrés materno puede afectar al feto tanto directa como indirectamente. Cuando una madre está estresada, en el cuerpo tienen lugar cambios fisiológicos que podrían hacer daño al feto en desarrollo. Adicionalmente, la madre tiene mayores probabilidades de realizar conductas que podrían afectar negativamente al feto, tales como fumar tabaco, utilizar drogas, y abusar del consumo de alcohol.

### Parto
El herpes genital se transmite a la descendencia a través del canal de nacimiento durante el parto. En embarazos donde la madre está infectada con el virus, el 25% de los bebés nacidos a través de un canal de nacimiento infectado reciben daños cerebrales y 1/3 muere. El SIDA también puede ser transmitido durante el parto a través del contacto con los fluidos corporales de la madre. Las madres en países desarrollados a menudo pueden elegir que les hagan una cesárea para reducir el riesgo de transmisión del virus a través del canal de nacimiento, pero esta opción no está siempre disponible en países en desarrollo.

### Periodo posparto
Globalmente, más de ocho millones de las 136 millones de mujeres que dan a luz cada año sufren hemorragias excesivas después del parto. Esta condición—médicamente conocida como hemorragia posparto—causa una de cada cuatro muertes maternas que ocurren anualmente y es la principal causa de muerte materna por encima de cualquier otra causa individual. Las muertes debidas a la hemorragia posparto afectan desproporcionadamente a las mujeres en países en desarrollo.
Para cada mujer que muere por causas relacionadas con el embarazo, se estima que de 20 a 30 tendrán complicaciones serias. Al menos el 15% de todos los nacimientos se complican por una condición potencialmente fatal. Las mujeres que sobreviven a dichas complicaciones a menudo requieren un largo tiempo de recuperación, y pueden afrontar consecuencias físicas, psicológicas, sociales y económicas duraderas. A pesar de que muchas de estas complicaciones son imprevisibles, casi todas son tratables.
Durante el periodo posparto, muchas madres amamantan a sus bebés. La transmisión del SIDA a través de dar el pecho es un asunto enorme en los países en desarrollo, concretamente en los países africanos.  La mayoría de niños que contraen el VIH a través de la leche materna lo hacen en las primeras seis semanas de vida.  Aun así, en madres sanas hay muchos beneficios para los niños que toman el pecho.  La Organización Mundial de la Salud recomienda que las madres den el pecho a sus hijos en los dos primeros años de vida, mientras que la Academia Americana de Pediatría y la Academia Americana de Médicos de Familia recomiendan que las madres lo hagan al menos durante los primeros seis meses, y que se continúe a partir de ahí mientras sea mutuamente deseable. Los bebés que reciben el pecho de madres sanas (no infectadas de SIDA) son menos dados a infecciones como Haemophilus influenzae, Streptococcus pneunoniae, Vibrio cholerae, Escherichia coli, Giardia lamblia, streptococci grupo B, Staphylococcus epidermidis, rotavirus, virus sincitial respiratorio y el virus del herpes simple-1, así como infecciones gastrointestinales y de la vía respiratoria baja y otitis media. Se observan índices más bajos de mortalidad de niños en bebés que reciben el pecho, además de índices más bajos de síndrome de muerte súbita. También se aprecian disminuciones en obesidad y en enfermedades metabólicas infantiles, asma, dermatitis atópica, diabetes tipo I, y cánceres infantiles, en los bebés que son amamantados.

## Efectos a largo plazo para la madre
En muchos países en desarrollo, las complicaciones del embarazo y el parto son las principales causas de muerte entre mujeres de edad reproductiva. Una mujer muere de complicaciones del parto aproximadamente cada minuto. Según la Organización Mundial de la Salud, en su Informe de Salud Mundial 2005, las pobres condiciones maternas representan la cuarta causa principal de muerte para mujeres en todo el mundo, después del SIDA, la malaria, y la tuberculosis. La mayoría de muertes y lesiones maternas están causados por procesos biológicos, no por enfermedad, que pueden ser prevenidos y han sido en gran parte erradicados en el mundo desarrollado — como la hemorragia posparto, la cual causa el 34% de las muertes maternas en el mundo en desarrollo pero solo el 13% de muertes maternas en países desarrollados.
A pesar de que la atención sanitaria accesible y de alta calidad ha hecho de la muerte materna un acontecimiento raro en países desarrollados, donde ocurren únicamente un 1% de las muertes maternas, a menudo estas complicaciones pueden ser fatales en el mundo en desarrollo porque la actuación más importante para una maternidad segura es asegurarse que un profesional sanitario especializado en matronería esté presente en cada nacimiento, que haya transporte disponible a servicios derivados, y que haya un servicio de obstetricia de calidad de emergencia disponible.  En 2008, 342,900 mujeres murieron mientras estaban embarazadas o de parto en todo el mundo. A pesar de que es un número alto, esto fue un descenso significativo con respecto a 1980, cuando 526,300 mujeres murieron por las mismas causas. Esta mejora estuvo causada por índices de embarazo más bajos en algunos países; ingresos más altos, lo cual mejora la nutrición y el acceso a servicios sanitarios; más educación para mujeres; y la disponibilidad creciente de “personas especializadas en nacimientos” — especialistas con entrenamiento básico y cuidado de emergencia obstétrico — para ayudar a las mujeres que dan a luz. Esta situación fue especialmente guiada por las mejoras en grandes países como la India y China, lo cual ayudó para creducir los índices de muerte globales.  En la India, el gobierno empezó a pagar para el cuidado prenatal y de parto para asegurar la accesibilidad, y obtuvo éxitos en la reducción de la mortalidad materna, tanto que se cita a la India como la razón más importante para el decrecimiento de los índices globales de mortalidad materna.
Los problemas de salud materna también incluyen complicaciones de parto que no resultan en muerte. Por cada mujer que muere durante el parto, aproximadamente 20 sufren infecciones, lesiones, o discapacidades.
Casi el 50% de los nacimientos en países en desarrollo todavía tienen lugar sin un especialista médico para ayudar a la madre, y la proporción es incluso más alta en el sur de Asia. Las mujeres del África subsahariana dependen principalmente de los encargados tradicionales del nacimiento, quiénes tienen poca o ninguna formación de cuidado sanitario. En reconocimiento a su función, algunos países y organizaciones no gubernamentales están haciendo esfuerzos para entrenar a estos encargados en temas de salud materna, para mejorar las probabilidades de mejores resultados entre madres y bebés.
Dar el pecho proporciona a las mujeres varios beneficios a plazo largo. Las mujeres que dan el pecho experimentan mejores niveles de glucosa, metabolismo de lípidos, y presión arterial, y pierden el peso del embarazo más rápido que las que no lo dan. Además, las mujeres que dan el pecho experimentan índices más bajos de cáncer de mama, cáncer ovárico, y diabetes tipo 2. 
Aun así,  es importante recordar que dar el pecho proporciona beneficios sustanciales a las mujeres que no están infectadas de VIH.  En los países donde los  índices de SIDA son altos, como Sudáfrica y Kenia, el virus es una causa principal de mortalidad materna, especialmente en madres que dan el pecho.  Una complicación es que muchas madres infectadas de VIH no pueden permitirse dar leche maternizada, y por tanto no tienen ninguna manera de impedir la transmisión al niño a través del pecho o de evitar riesgos para su salud. En casos así, las madres no tienen otra elección que dar el pecho a sus niños, independientemente de conocer sus efectos nocivos.

## Situación global

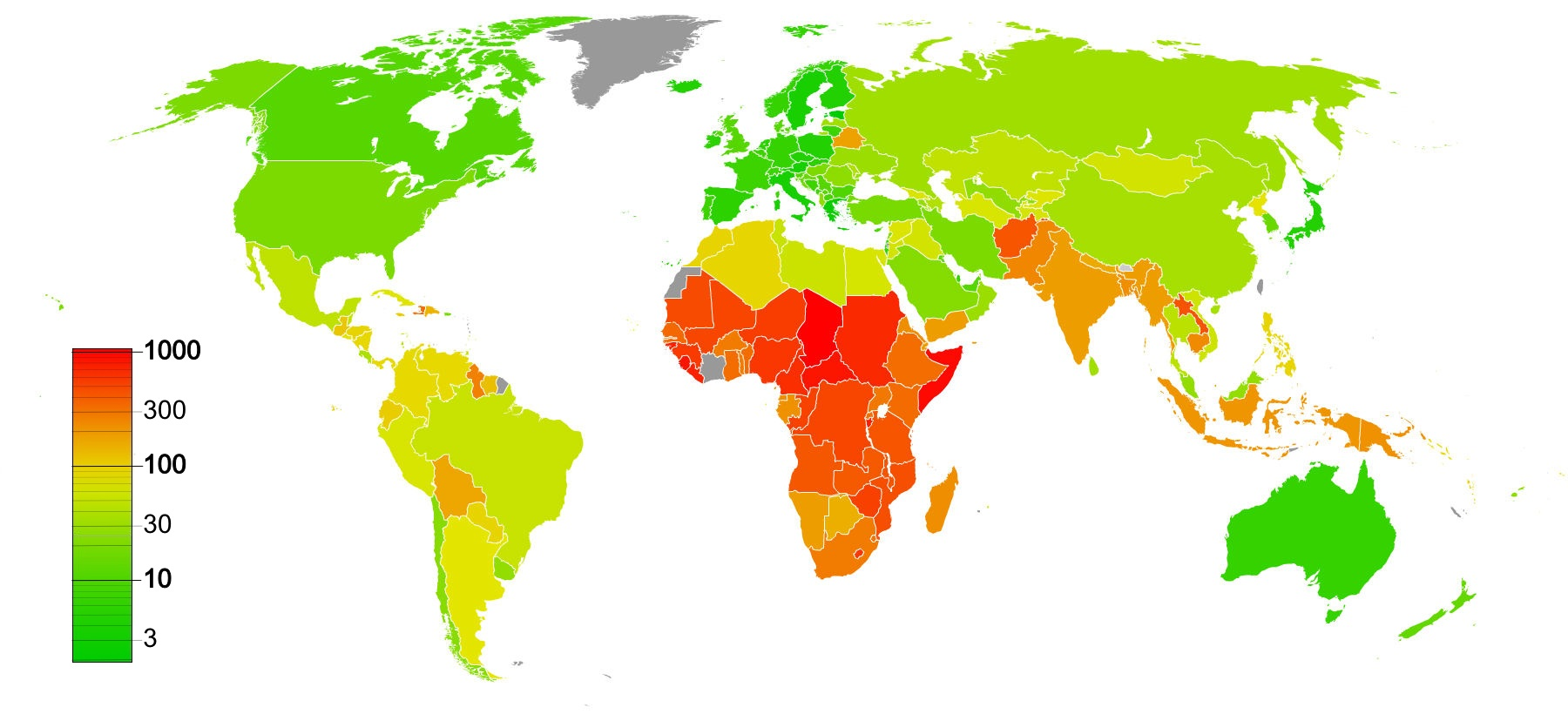
Índice de Mortalidad materna en todo el mundo, definido por el número de muertes maternas por 100,000 nacimientos vivos por cualquier causa relacionada o agravada por el embarazo o su manejo, excluyendo causas accidentales o incidentales.

La Comisión de Acreditación de Organizaciones Sanitarias de los EE. UU. define la mortalidad materna como un "evento centinela", y la utiliza para evaluar la calidad de un sistema de cuidado de la salud.
Se dice que los datos de mortalidad materna son un indicador importante de la calidad global del sistema de salud porque las mujeres embarazadas sobreviven en instalaciones sanitarias higiénicas, seguras, con especialistas y recursos. Si las nuevas madres prosperan, esto indica que el sistema de cuidado de la salud está cumpliendo su trabajo. Si no, probablemente existen problemas.
Según Garret, aumentar la supervivencia materna, junto con la expectación de vida, es un objetivo importante para la comunidad mundial de salud, pues muestran que otros asuntos de salud también están mejorando. Si estas áreas mejoran, las mejorar de enfermedades específicas pueden afectar mejor positivamente a poblaciones de impacto.
En todo el mundo, la Proporción de Mortalidad Materna ha disminuido, con el sudeste asiático teniendo la disminución más acusada, del 59%, seguida de África con una disminución del 27%. Pese a los avances, no hay ninguna región que esté en camino de cumplir el Objetivo de Desarrollo del Milenio de decrecimiento de la mortalidad materna en un 75% para el año 2015.
En 2005, la tasa de mortalidad materna en los países en desarrollo fue de 450 por cada 100.000 nacidos vivos, lo que representó una ligera disminución con respecto a 1990.

## Soluciones propuestas
El Banco Mundial estimó que un total de 3.00 dólares estadounidenses por persona al año pueden proporcionar una planificación familiar básica, y cuidado sanitario materno y neonatal en países en desarrollo. Muchas organizaciones sin ánimo de lucro tienen programas para educar al público y obtener acceso a los servicios obstétricos de emergencia para madres en países en desarrollo. El Fondo de Población de las Naciones Unidas empezó una Campaña de Reducción Acelerada de la Mortalidad Materna en África (CARMMA, en sus siglas en inglés), centrado en proporcionar servicios sanitarios de calidad a las madres. Uno de los programas dentro de CARMMA es el de Sierra Leona, que proporciona servicios sanitarios gratuitos a madres y niños. Esta iniciativa tiene el amplio apoyo de los dirigentes africanos y fue iniciado conjuntamente con los ministros de salud de la Unión Africana.

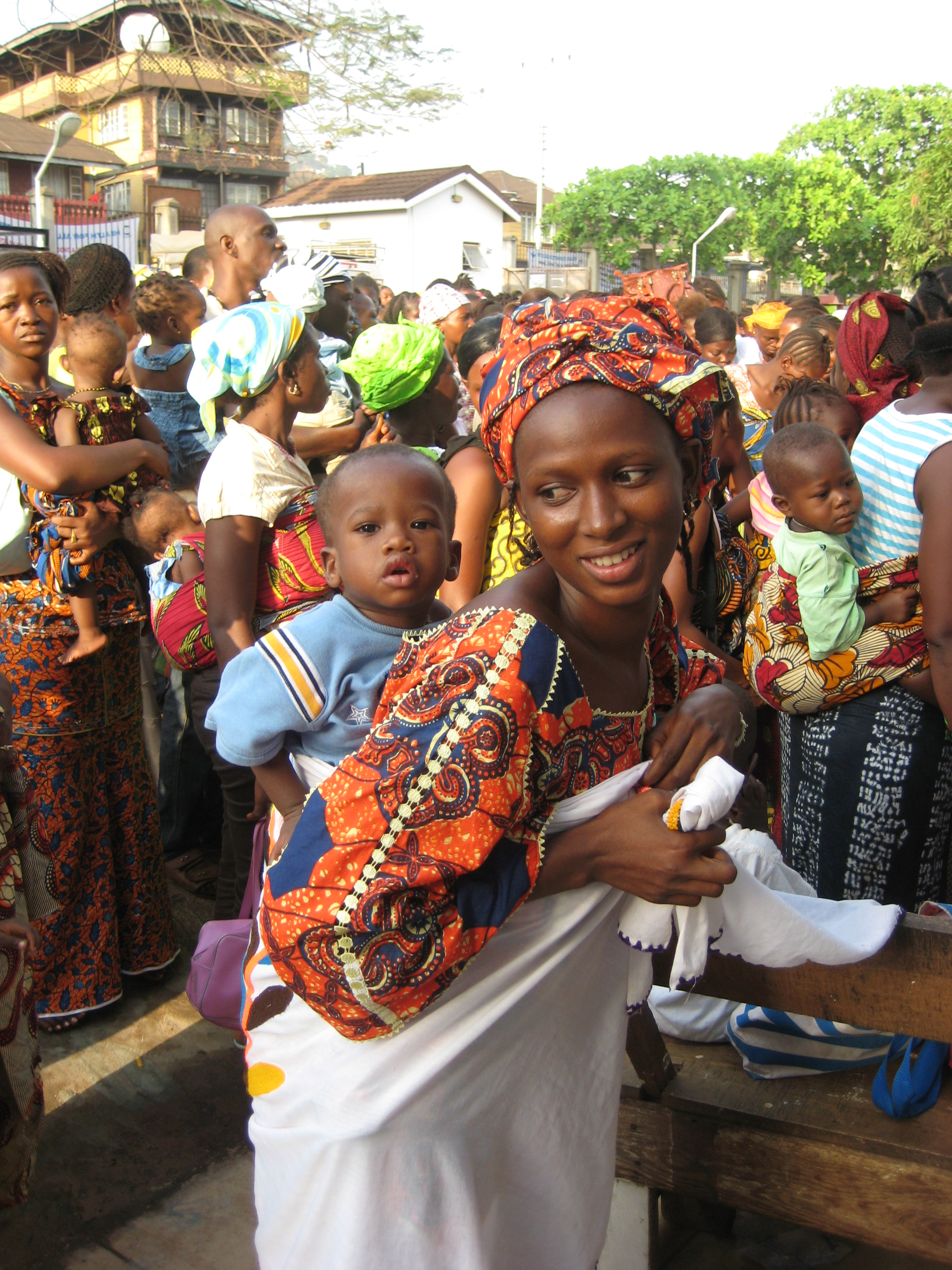
En 2010 Sierra Leona lanzó la asistencia sanitaria gratuita para mujeres embarazadas y con niños menores de 5 años. Esta mujer y su bebé forman parte de una multitud de 200 personas haciendo cola a las 8 de la mañana esperando a que abra el Hospital Infantil.

Mejorar la salud materna es el quinto de los objetivos del Milenio de Naciones Unidas, apuntando a una reducción en el número de las mujeres que mueren durante el embarazo y el parto en tres cuartos para 2015, principalmente incrementando el uso de especialistas en nacimientos, métodos anticonceptivos, y planificación familiar. La disminución actual de muertes maternas es solamente la mitad de lo que es necesario para conseguir este objetivo, y en varias regiones como el África subsahariana el índice de mortalidad materna está de hecho aumentando. Aun así, un país que puede alcanzar este objetivo del milenio es Nepal, que parece haber reducido su mortalidad materna más de un 50% desde el comienzo de la década de 1990. Cuando se llegue a la fecha límite de 2015 para los objetivos del milenio, será necesario comprender los desarrollos normativos que llevaron a la inclusión de la salud materna como objetivo de cara a futuros esfuerzos de promoción. La reducción de los índices de mortalidad y morbilidad materna en los países en desarrollo es importante porque una salud materna pobre es tanto un indicador como una causa de pobreza extrema. Según Tamar Manuelyan Atinc, Vicepresidenta para el Desarrollo Humano en el Banco Mundial:
"Las muertes maternas son causadas por la pobreza y a la vez son la causa de la misma. Los costes del parto pueden agotar muy rápido los ingresos de una familia, trayendo con ello aún más privaciones financieras."
Los países desarrollados tuvieron índices de mortalidad materna similares a los de países en desarrollo hasta el comienzo del siglo XX, por lo que se pueden aprender varias lecciones de occidente. Durante el siglo XIX Suecia tuvo alto niveles de mortalidad materna, y hubo un gran apoyo dentro del país para reducir el índice de mortalidad a menos de 300 por 100 000 nacimientos vivos. El gobierno sueco lanzó iniciativas de salud pública para entrenar a suficientes matronas para atender todos los nacimientos. Esta iniciativa fue también usada más tarde por Noruega, Dinamarca, y Países Bajos, experimentando también éxitos similares.
Aumentar el uso de anticonceptivos y la planificación familiar también mejora la salud materna a través de la reducción de los números de embarazos de alto riesgo. En Nepal se puso un fuerte énfasis en proporcionar planificación familiar en las regiones rurales, lo cual se mostró como muy efectivo. Madagascar vio un aumento marcado en el uso de anticonceptivos después de lanzar un programa nacional de planificación familiar, con el índice del uso de anticonceptivos aumentando del 5.1% en 1992 al 29% en 2008.